# Munkfors Industri
Munkfors Industri AB är ett svenskt familjeägt företag, som är moderföretag för ett antal verkstads- och serviceföretag som arbetar med sågblad och -klingor samt rakelblad. Företaget har sitt säte i Munkfors.
Munkfors Industri AB köpte 2008 bandsågbladstillverkaren Håkansson Sågblad i Åmål.